# Gunnar Rosendal
Gunnar Rosendal, född 4 april 1897 i Grevie församling, Kristianstads län, död 26 december 1988 i Kristianstad, var en svensk präst och teolog. Genom sina böcker i serien "Kyrklig förnyelse" i åtta band blev Rosendal en centralgestalt inom den högkyrkliga väckelsen i Svenska kyrkan under stora delar av 1900-talet och en drivkraft för den pastoralliturgiska förnyelsen kring högmässan med nattvard.

## Yrkesbana
Rosendal prästvigdes i Lund 1922 och blev teologie doktor i systematisk teologi 1930. Han var kyrkoadjunkt i Väsby församling 1922-23 komminister i Färingtofta församling 1924, komminister i Trelleborgs församling 1926 och kyrkoherde i Osby församling 1934. Han blev emeritus 1962.

## Rosendals förnyelse av kyrkan
Rosendals programmatiska böcker om en förnyelse av Svenska kyrkan – Kyrklig förnyelse - började utkomma på 1930-talet. Rosendal ville genom sitt program förändra bilden av Svenska kyrkan. Kyrkan måste frimodigt visa hur Gud kommer människor till mötes för att ge svaret på de stora livsfrågorna, menade han. "Vi måste bryta igenom metafysikvallen och öppna vägen för Gud till oss", sade Rosendal. Nattvardsfirandet i varje högmässa måste bli alla kyrkoförsamlingars centrum. "Mässan är himmelen på jorden."
Mer än någon annan församlingspräst[källa behövs] har Rosendal påverkat gudstjänstlivet i hela Svenska kyrkan. Han inledde en nattvardsväckelse och visade på den liturgiska rikedom, som präglar Svenska kyrkans liturgiska liv idag. Det går därför inte att förstå dagens kyrkoliv i Sverige utan att räkna med Rosendals insats[källa behövs]. Hans författarskap utgick från hans egen erfarenhet som präst i Osby.
Rosendal var en excentrisk person. I sin församling tilltalades han ofta som "fader Gunnar" och under detta namn blev han riksbekant. Teologiskt blev han kritiserad främst av folkkyrkorörelsen, som menade att Rosendal och högkyrkligheten alltför mycket inriktade kyrkolivet på gudstjänst och bön.
Rosendal tog initiativet till att stiftelsen Gratia Dei grundades i början på 1950-talet och var även med om att starta arbetsgemenskapen Kyrklig Förnyelse (aKF). 
Rosendal hade en viktig del i framväxten av ett ordensväsende inom Svenska kyrkan genom att 1954 viga Marianne Nordström till evangelisk-luthersk nunna.

## Utmärkelser
Rosendal blev ledamot av Nordstjärneorden 1948.
På Skåneländska flaggans dag 1967 utsågs Rosendal till Årets skåning, vid det första tillfälle utmärkelsen utdelades.